# Alfred Steger
Alfred Steger (...) è un ex sciatore alpino e allenatore di sci alpino austriaco.

## Biografia
Specialista delle prove tecniche, Steger ai Campionati austriaci vinse la medaglia d'oro nello slalom gigante nel 1976 e quella di bronzo nella combinata nel 1979; non prese parte a rassegne olimpiche né ottenne piazzamenti in Coppa del Mondo di sci alpino o ai Campionati mondiali. Dopo il ritiro divenne allenatore nei quadri della Federazione sciistica dell'Austria.

## Palmarès

### Campionati austriaci
- 2 medaglie[1]:
  - 1 oro (slalom gigante nel 1976)
  - 1 bronzo (combinata nel 1979)